# Alan Cumming
Pour les articles homonymes, voir Cumming.
Cet article concerne un acteur. Pour l'athlète sud-africain, voir Alan Cumming (athlétisme).
Alan Cumming, né le 27 janvier 1965 à Aberfeldy (Écosse), est un acteur britannico-américain. Il est également producteur, réalisateur, scénariste et compositeur.
Il est apparu dans un grand nombre de longs métrages, séries télévisées ainsi qu'au théâtre : Il joue longuement dans la comédie musicale acclamée Cabaret (1998-2015), qui lui vaut, entre autres, le Tony Award du meilleur acteur dans une comédie musicale.
Ses rôles les plus connus sont dans des films tels que GoldenEye (1995), Emma, l'entremetteuse (1996), Romy et Michelle, 10 ans après (1997), X-Men 2 (2003) dans lequel il incarne le mutant Diablo / Kurt Wagner et fait partie de la série de films Spy Kids.
En tant que réalisateur, son premier long métrage, la comédie dramatique The Anniversary Party (2001), se retrouve cité lors du Festival de Cannes 2001. Il a aussi joué dans un grand nombre de films du cinéma indépendant.
Après quelques rôles en tant qu'invité, il connaît le succès et est plébiscité par la critique, grâce à la série The Good Wife (2010-2016) qui lui permet d'obtenir plusieurs citations pour le Primetime Emmy Award du meilleur acteur dans un second rôle dans une série télévisée dramatique. Puis, il produit et porte la série policière Instinct (2018-2019).
C'est aussi un habitué du doublage qui a prêté sa voix pour de nombreuses séries télévisées d'animation ou longs métrages.

## Biographie

### Jeunesse et formation
Alan Cumming est né le 27 janvier 1965 à Aberfeldy, village d'Écosse de la région du Perthshire. Fils de Mary Cumming (née Mary Darling), secrétaire dans une compagnie d'assurance, et d'Alex Cumming, agent forestier, Alan Cumming raconte que son père a été, physiquement et émotionnellement, violent à son égard,. Il a un frère aîné, Tom, et un neveu et une nièce.
Envoyé dans le district d'Angus, Cumming va à l'école primaire de Monikie puis au lycée de Carnoustie, où il envisage une carrière de vétérinaire, mais une mésentente conflictuelle avec son professeur de biologie l'en dissuade, et il se destine par la suite à devenir acteur. Après la remise des diplômes, il travaille pendant un an et demi comme rédacteur et journaliste au magazine pop écossais Tops, avant d'intégrer l'Académie royale de musique et d'art dramatique d'Écosse à Glasgow.

### Carrière

#### 1990-2000: révélation et succès
D'origine écossaise, Alan Cumming se fait connaître, dans les années 1990, par les nombreux seconds rôles qu'il incarne dans divers supports.
Pour le cinéma américain, il est tour à tour scientifique russe dans GoldenEye, révérend dans Emma, l'entremetteuse, Saturninus dans l'adaptation de la pièce Titus. Côté télévision, il remporte le British Comedy Awards du meilleur nouvel acteur comique à la télévision grâce à son interprétation dans le téléfilm fantastique Bernard and the Genie dans lequel il donne la réplique à Lenny Henry et Rowan Atkinson. Il perce aussi au théâtre, grâce à la comédie musicale acclamée Cabaret, qui lui vaut plusieurs prix d'interprétation, dont le prestigieux Tony Awards.
En 1999, il participe au téléfilm musical produit par Walt Disney Television et réalisé par Rob Marshall, Annie, rejoignant la distribution principale aux côtés de Kathy Bates, Victor Garber, Audra McDonald et Kristin Chenoweth. Cette production suscite l'engouement des critiques et est largement saluée.

#### 2000: second rôle reconnu et diversification

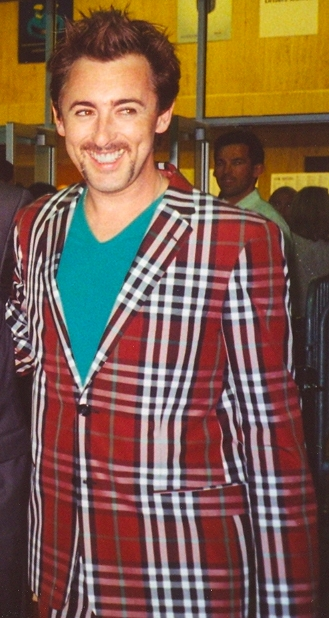
Alan Cumming lors du Festival international du film de Toronto de 2005.

En 2000, il coréalise avec Jennifer Jason Leigh la comédie The Anniversary Party. Présentée en sélection officielle lors du Festival de Cannes 2001 dans la section Un certain regard. Durant la prochaine décennie, il poursuit et joue notamment le général Batista dans Company Man, il est persécuté par Sylvester Stallone dans Get Carter, il interprète un personnage exubérant et loufoque dans les deux épisodes de Spy Kids ainsi que Diablo, dans le blockbuster à succès X-Men 2. Il s'invite sur différents plateaux de télévision, le temps d'interventions en tant que guest star comme dans 3e planète après le soleil, Sex and the City et Frasier.
Il a également écrit un roman, Tommy's Tale, a animé en 2004 une série télévisée Eavesdropping with Alan Cumming sur une chaîne câblée. Figure LGBT, il est notamment récompensé par les GLAAD Media Awards du prix Vito Russo Award qui souligne son engagement en faveur de la communauté. En novembre 2006, Cumming a reçu de l'Université d'Abertay Dundee le titre de Docteur ès Arts honoraire. Il parraine aussi le Scottish Youth Theater, le Théâtre National d'Écosse « par et pour » les jeunes.
Dans le même temps, il connait aussi le succès grâce aux téléfilms L'Amour en vedette et Reefer Madness. Le premier, dans lequel il seconde Kristen Bell, Christian Campbell et Neve Campbell, a été vu par environ 3,5 millions de téléspectateurs lors de sa première diffusion, lorsque le second reçoit le Prix Première et une nomination au Grand Prix Spécial, lors du Festival du cinéma américain de Deauville 2005 ainsi que le prix du meilleur téléfilm lors des Satellite Awards 2005.
L'année suivante, il connait un sérieux revers en jouant dans Le Fils du Mask, long métrage laminé par la critique qui lui coûte une citation lors de la cérémonie parodique des Razzie Awards. Il peut cependant compter sur son rôle récurrent dans la série à succès The L Word.
En 2007, il a joué le rôle de Dionysos au Festival international d'Édimbourg dans une version des Bacchantes d'Euripide, adaptée en anglais par le dramaturge écossais David Greig. Cette même année, il devient parrain de l'association NORM-UK qui informe sur les alternatives à la circoncision,. Il passe à nouveau derrière la caméra pour réaliser la comédie horrifique Suffering Man's Charity qui met en vedette David Boreanaz et Anne Heche.
Possédant plusieurs cordes à son arc, il produit une ligne de produits de parfumerie à son nom (Cumming). Il a écrit des articles d'opinion pour de nombreuses publications, et joué un spectacle de cabaret I Bought A Blue Car Today .

#### 2010: succès télévisuels
De 2010 à 2016, il joue le rôle d'Eli Gold dans la série The Good Wife, pour lequel il reçoit de nombreuses citations pour l’Emmy Award du meilleur acteur dans un second rôle dans une série télévisée dramatique.
Parallèlement à cet engagement, Il tient le rôle du Schtroumpf Courageux (personnage vêtu d'un kilt écossais) dans la VO du film d'animation Les Schtroumpfs (2011) et dans sa suite, il joue dans le salué drame indépendant My Two Daddies qui traite de l'homosexualité dans les années 1970, qui lui permet de remporter le titre de meilleur acteur lors du Festival international du film de Seattle.
Il s'ensuit quelques épisodes de Web Therapy et des seconds rôles dans des films tels que La Tempête, Burlesque et Battle of the Sexes. En 2017, il est récompensé lors du Festival du film Frameline.
L'année suivante, il officie en tant que producteur et acteur principal de la série policière Instinct, partageant la vedette aux côtés de Bojana Novakovic et Sharon Leal. Renouvelée pour une saison 2, Instinct est finalement arrêtée à la suite d'une perte d'audiences.

## Vie privée
Alan Cumming est ouvertement bisexuel et prend régulièrement position pour les droits LGBT.
Cumming vit à New York avec son époux, l'artiste graphiste Grant Shaffer, et leurs chiens Honey et Leon. Le couple s'est rencontré deux ans avant de convoler en partenariat civil (en) au Old Royal Naval College de Greenwich, le 7 janvier 2007. Cumming et Shaffer se sont à nouveau mariés, cette fois à New York, le 7 janvier 2012, au cinquième anniversaire de leur union londonienne.
Autrefois décrit comme le « sex-symbol pansexuel joyeusement festif du nouveau millénaire », Cumming relate qu'il se considère comme bisexuel, « bien que le balancier ait manifestement oscillé ». Parmi ses liaisons précédentes, on compte huit ans de mariage avec l'actrice Hilary Lyon, deux ans de vie commune avec l'actrice Saffron Burrows, et une liaison de six ans avec le directeur de théâtre Nick Philippou. Depuis son union civile avec Shaffer, lorsqu'on lui demande s'il est monogame, il répond « je ne crois pas que la monogamie soit possible ». En 2006, Cumming raconte qu'« il aimerait plus que tout adopter un enfant », mais que sa vie est « trop trépidante » pour des enfants[réf. nécessaire].
Cumming était de longue date un membre de l'Église d'Écosse, jusqu'à ce que sa mère reçoive une lettre de leur part lui disant, comme il le relate, qu'ils avaient « lu quelque chose à mon sujet sur mon athéisme et qu'ils préféraient que je les quitte ». Cumming dit qu'il s'est efforcé de suivre leur pratique traditionnelle, mais qu'il avait réalisé faire partie de ce qui n'était que « excuser et conforter des tas de choses que je désapprouve comme : l'oppression, le remords, la honte, etc. »
Tout en conservant sa nationalité britannique, Cumming est également devenu citoyen des États-Unis d'Amérique le 7 novembre 2008, et « I bought a blue car today » est la phrase que Cumming dut écrire lors de son test pour sa naturalisation comme citoyen américain.
Le 8 septembre 2014, il annonce publiquement son soutien au camp du « oui » concernant le Référendum sur l'indépendance de l'Écosse.

### Militant LGBT
En mars 2005, Cumming reçoit le Vito Russo Award au 16e GLAAD Media Awards au titre de son action remarquable de lutte contre l'homophobie. En juillet de la même année, il a été nommé aux Awards humanitaires du HRC à San Francisco, également pour ses positions publiques LGBT.
En 2007, il est le président du jury du premier Queer Lion Award à la 64e Mostra de Venise (2007).
En 2009, Alan Cumming a été nommé officier de l'ordre de l'Empire britannique (OBE) sur la « Queen's Birthday Honours List », pour services rendus au cinéma, au théâtre et aux arts, et pour son activisme au profit des droits LGBT. En janvier 2023, il renonce à ce titre car il lui est devenu insupportable d'être associé à l'exploitation des populations indigènes perpétrée par l'empire.

## Filmographie

### Cinéma

#### Courts métrages
- 1986 : Passing Glory de Gillies MacKinnon : Rab
- 1997 : Bathtime de Russell Michaels : Wrigley
- 2002 : CinéMagique de Jerry Rees : Magicien
- 2003 : Pits de Gary Hawes : Mr. Williams
- 2005 : Bad Blood de Kyle Leydier : Davie
- 2009 : The Mystery of Claywoman de Rob Roth : Jon Lauting Phd.
- 2011 : The Money Pet de Gary Hawes : Le narrateur
- 2013 : Happy Tears de Martin Monk : Voyageur

#### Longs métrages
- 1992 : Prague (en) de Ian Sellar : Alexander Novak
- 1993 : The Airzone Solution (en) de Bill Baggs : MacNamara (directement sorti en vidéo)
- 1994 : Le Deuxième Père (Second Best) de Chris Menges : Bernard
- 1995 : Le Cercle des amies (Circle of Friends) de Pat O'Connor : Sean Walsh
- 1995 : GoldenEye de Martin Campbell : Boris Grishenko
- 1996 : Emma, l'entremetteuse (Emma) de Douglas McGrath : Rev. Elton
- 1997 : Romy et Michelle, 10 ans après (Romy and Michele's High School Reunion) de David Mirkin : Sandy Frink
- 1997 : Mon copain Buddy (Buddy) de Caroline Thompson : Dick Croner, Trudy's Assistant
- 1997 : For My Baby de Rudolf van den Berg : Daniel Orgelbrand
- 1997 : Spice World, le film (Spice World) de Bob Spiers : Piers Cuthbertson-Smyth
- 1999 : Guns 1748 (Plunkett & Macleane) de Jake Scott : Lord Rochester
- 1999 : Eyes Wide Shut de Stanley Kubrick : Réceptionniste d'hôtel
- 1999 : Titus de Julie Taymor : Saturninus
- 2000 : Urbania de John Shear : Brett
- 2000 : Les Pierrafeu à Rock Vegas (The Flintstones in Viva Rock Vegas) de Brian Levant : Gazoo / Mick Jagged
- 2000 : Company Man de Peter Askin et Douglas McGrath : Gen. Batista
- 2000 : Get Carter de Stephen T. Kay : Jeremy Kinnear
- 2001 : Investigating Sex de Alan Rudolph : Sevy
- 2001 : Spy Kids de Robert Rodriguez : Fegan Floop
- 2001 : Josie and the Pussycats de Harry Elfont et Deborah Kaplan : Wyatt Frame
- 2001 : The Anniversary Party de lui-même et Jennifer Jason Leigh : Joe Therrian
- 2002 : Spy Kids 2 : Espions en herbe (Spy Kids 2: Island of Lost Dreams) de Robert Rodriguez : Fegan Floop
- 2002 : Nicholas Nickleby de Douglas McGrath : Mr. Folair
- 2003 : X-Men 2 (X2) de Bryan Singer : Kurt Wagner / Nightcrawler
- 2003 : Spy Kids 3 : Mission 3D (Spy Kids 3-D: Game Over) de Robert Rodriguez : Fegan Floop
- 2005 : Mr. Ripley et les Ombres (Ripley Under Ground) de Roger Spottiswoode : Jeff Constant
- 2005 : Eighteen de Richard Bell (en) : Father Chris
- 2005 : Le Fils du Mask (Son of the Mask) de Lawrence Guterman : Loki
- 2005 : Neverwas de Joshua Michael Stern : Jake
- 2005 : Orgueil et Préjugés (Pride & Prejudice) : Messenger
- 2005 : Bam Bam and Celeste (en) de Lorene Machado : Eugene
- 2005 : Sweet Land de Ali Selim : Frandsen
- 2006 : Full Grown Men de David Munro : The Hitchhiker
- 2006 : Gray Matters de Sue Kramer : Gordy
- 2007 : Suffering Man's Charity de lui-même : John Vandermark
- 2009 : Boogie Woogie de Duncan Ward : Dewey Dalamanatousis
- 2009 : Entre vous deux (Dare) de Adam Salky : Grant Matson
- 2010 : La Tempête (The Tempest) de Julie Taymor : Sebastian
- 2010 : Burlesque de Steve Antin : Alexis
- 2011 : Almost in Love de Sam Neave : Hayden
- 2012 : My Two Daddies (Any Day Now) de Travis Fine : Rudy Donatello
- 2012 : Maladies de Carter : Alan
- 2016 : Hurricane Bianca de Matt Kugelman : Lawrence Taylor
- 2017 : Battle of the Sexes de Jonathan Dayton et Valerie Faris : Ted Tinling
- 2017 : After Louie de Vincent Gagliostro : Sam Cooper
- 2022 : Marlowe de Neil Jordan : Lou Hendricks
- 2023 : Genie de Sam Boyd : Flaxman
- 2026 : Avengers: Doomsday de Anthony et Joe Russo : Kurt Wagner / Nightcrawler

### Télévision

#### Séries télévisées
- 1984 : Travelling Man (en) : Jamie (1 épisode)
- 1986 : Taggart : Jamie McCormack (1 épisode)
- 1987 : Shadow of the Stone (en) : Tom Henderson (5 épisodes)
- 1988 : Take the High Road (en) : Jim Hunter, wood-cutter (4 épisodes)
- 1992 : Screenplay : Shelley (1 épisode)
- 1992 : A Word in your Era : Lord Baden Powell / Mozart (2 épisodes)
- 1992-1996 : Screen Two : Andy / Tulloch (2 épisodes)
- 1994-1995 : The High Life : Sebastian Flight (7 épisodes)
- 1995 : Ghosts : Philip (1 épisode)
- 2000 : Troisième planète après le Soleil : Angus 'The Hole' McDuff (1 épisode)
- 2001 : Sex and the City : Oscar (1 épisode)
- 2003 : Frasier : Ahmrit (1 épisode)
- 2006 :  The L Word : Billie (rôle récurrent - 6 épisodes)
- 2007 : Deux princesses pour un royaume (mini-série): Glitch (rôle principal - 3 épisodes)
- 2009-2015 : Web Therapy : Austen Clarke (15 épisodes)
- 2010-2016 : The Good Wife : Eli Gold (récurrent, puis principal - 121 épisodes)
- 2011 : The Runaway (en) (mini-série) : Desrae (5 épisodes)
- 2013 : Whatever This Is. : Oliver Powers (1 épisode)
- 2017 : Queers (mini-série) : Steve (1 épisode)
- 2018-2019 : Instinct : Dr Dylan Reinhart (rôle principal)
- 2018 : Doctor Who : King James (1 épisode)
- 2020 : Briarpatch : Clyde Brattle
- 2021 : Prodigal Son : Simon Hoxley (2 épisodes - saison 2 épisodes 7 et 8)
- 2022 : The Good Fight : Eli Gold (2 épisodes - saison 6 épisodes 2 et 4)

#### Téléfilms
- 1991 : Bernard and the Genie (en) de Paul Weiland : Bernard Bottle
- 1993 : Rik Mayall Presents... Micky Love (Micky Love) de Nick Hamm : Greg Deane
- 1993 : Cabaret de Joe Masteroff : Emcee
- 1994 : That Sunday de Dan Zeff : Stanley
- 1999 : Annie de Rob Marshall : Daniel Francis "Rooster" Hannigan
- 2002 : La Méthode zéro (Zero Effect) de Jake Kasdan : Daryl Zero
- 2004 : L'Amour en vedette (The Goodbye Girl) de Richard Benjamin : Mark
- 2005 : Reefer Madness (Reefer Madness: The Movie Musical) de Andy Fickman : Lecturer / Goat-Man / FDR
- 2010 : Riverworld, le fleuve de l'éternité de Stuart Gillard : Judas Caretaker

#### Doublage
- 1994 : L'Irrésistible North (North) de Rob Reiner : Garçon
- 1994 : Prince noir (L'Étalon noir au Québec) (Black Beauty) de Caroline Thompson : Black Beauty
- 1996 : Gargoyles: The Goliath Chronicles (série télévisée) : John Castaway (1 épisode)
- 2000 : Dieu, le diable et Bob (God, the Devil and Bob) (série télévisée) : The Devil (13 épisodes)
- 2002 : Courage le chien froussard (série télévisée) : Rumpledkiltskin (13 épisodes)
- 2004 : Garfield le film (Garfield) de Peter Hewitt : Persnikitty
- 2004 : Shoebox Zoo (série télévisée) : Bruno the Bear (13 épisodes)
- 2005-2008 : Robot Chicken (série télévisée) : Interprète (3 épisodes)
- 2006 : X-Men, le jeu officiel (jeu vidéo) : Diablo
- 2007-2009 : Rick & Steve the Happiest Gay Couple in All the World (voix principale - 13 épisodes)
- 2010 : Jackboots on Whitehall de Edward McHenry et Rory McHenry : Hitler / Braveheart
- 2011 : Les Schtroumpfs de Raja Gosnell : le Schtroumpf téméraire
- 2012 : Koala Kid de Kyung Ho Lee : Bog
- 2012 : Sir Billi de Sascha Hartmann : Gordon
- 2013 : Les Schtroumpfs 2 de Raja Gosnell : le Schtroumpf téméraire
- 2013 : Arthur (série télévisée) : Sebastian (1 épisode)
- 2014 : Dora l'exploratrice (série télévisée) : le lapin blanc (1 épisode)
- 2015 : Strange Magic de Gary Rydstrom : King Bog
- 2017 : Michael Jackson's Halloween de Mark A.Z. Dippé (téléfilm d'animation) : Meriweather
- 2018 : Show Dogs de Raja Gosnell : Dante

### Clips
- 2013 : City of Angels de Thirty Seconds to Mars

### Réalisateur
- 1994 : Butter (court métrage pour la télévision)
- 1996 : Screen Two (série télévisée, réalisateur d'un épisode)
- 2001 : The Anniversary Party (film)
- 2007 : Suffering Man's Charity (film)

### Producteur
- 2001 : The Anniversary Party (film)
- 2005 : Sweet Land (film)
- 2006 : Full Grown Men (film)
- 2007 : Suffering Man's Charity (film)
- 2007 : ShowBusiness: The Road to Broadway (en) (documentaire)
- 2017 : After Louie (film)
- 2018 : Instinct (série télévisée)

### Scénariste
- 1994 : Butter (court métrage pour la télévision)
- 1995 : The High Life (série télévisée, scénariste de six épisodes)
- 2001 : The Anniversary Party (film)

## Théâtre
Sauf indication contraire ou complémentaire, les informations mentionnées dans cette section proviennent de la base de données IBDb.
- 1998-2004 : Cabaret (comédie musicale)
- 2001 : Design For Living (pièce)
- 2003 : The 24 Hour Plays 2003 (représentation spéciale)
- 2006 : The Threepenny Opera (comédie musicale)
- 2013 : Macbeth (pièce)
- 2014-2015 : Cabaret (comédie musicale)

## Distinctions
Cette section récapitule les principales récompenses et nominations obtenues par Alan Cumming. Pour une liste plus complète, se référer aux sites IMDb et IBDb.

### Décoration
- 2009 : nommé officier de l'ordre de l'Empire britannique (OBE)[21]

### Récompenses
- British Comedy Awards 1998 : meilleur nouveau acteur comique à la télévision pour Bernard and the Genie
- Drama Desk Awards 1998 : meilleur acteur dans une comédie musicale pour Cabaret
- Theatre World Awards 1998 : meilleur acteur dans une comédie musicale pour Cabaret
- Tony Awards 1998 : meilleur acteur dans une comédie musicale pour Cabaret
- Chlotrudis Award 2001 : prix Gertrudis
- National Board of Review 2002 : meilleure distribution pour Nicholas Nickleby
- GLAAD Media Awards 2005 : prix Vito Russo
- Film Independent's Spirit Awards 2007 : meilleur film pour Sweet Land
- Provincetown International Film Festival 2007 : prix de l'excellence en tant qu'acteur
- Key West Film Festival 2012 : prix Golden Key pour l'ensemble de sa carrière
- L.A. Outfest 2012 : meilleur acteur pour Any Day Now
- Festival international du film de Seattle 2012 : meilleur acteur pour Any Day Now
- Festival du film Frameline 2017 : prix Frameline.

### Nominations et sélections
- BAFTA Awards, Scotland 1993 : meilleur acteur pour Prague
- MTV Movie & TV Awards 1998 : meilleure scène de danse pour Romy et Michelle 10 ans après - partagée avec Lisa Kudrow et Mira Sorvino
- Festival de Cannes 2001 :
  - Sélection Un Certain Regard pour The Anniversary Party
  - En compétition pour la Caméra d'or pour The Anniversary Party
- Film Independent's Spirit Awards 2002 : meilleur film pour The Anniversary Party
- Primetime Emmy Awards 2010 : meilleur acteur invité dans une série télévisée dramatique pour The Good Wife
- Online Film & Television Association 2010 : meilleur acteur invité dans une série télévisée dramatique pour The Good Wife
- Satellite Awards 2010 : meilleur acteur dans un second rôle dans une série télévisée pour The Good Wife
- Critics' Choice Television Awards 2011 : meilleur acteur dans un second rôle dans une série télévisée dramatique pour The Good Wife
- Gold Derby Awards 2011 : meilleur acteur dans un second rôle dans une série télévisée dramatique pour The Good Wife
- Online Film & Television Association 2011 : meilleur acteur dans un second rôle dans une série télévisée dramatique pour The Good Wife
- Primetime Emmy Awards 2011 : meilleur acteur dans un second rôle dans une série télévisée dramatique pour The Good Wife
- Screen Actors Guild Awards 2011 : meilleure distribution pour une série télévisée dramatique dans The Good Wife
- Crime Thriller Awards 2012 : meilleur acteur dans un second rôle pour The Good Wife
- Gold Derby Awards 2012 : meilleur acteur dans un second rôle dans une série télévisée dramatique pour The Good Wife
- Screen Actors Guild Awards 2012 : meilleure distribution pour une série télévisée dramatique dans The Good Wife
- Gay and Lesbian Entertainment Critics Association 2013 : meilleure performance de l'année par un acteur pour Any Day Now
- Daytime Emmy Awards 2014 : meilleur interprète dans un programme d'animation pour Arthur
- Golden Globes 2015 : meilleur acteur dans un second rôle dans une série, une mini-série ou un téléfilm pour The Good Wife
- Online Film & Television Association 2015 : meilleur acteur dans un second rôle dans une série télévisée dramatique pour The Good Wife
- Primetime Emmy Awards 2015 : meilleur acteur dans un second rôle dans une série télévisée dramatique pour The Good Wife
- Behind the Voice Actor Awards 2016 :
  - Meilleure performance vocale par une distribution dans Strange Magic
  - Meilleure performance vocale masculine dans un Strange Magic
- Gold Derby Awards 2016 : meilleur acteur dans un second rôle dans une série télévisée dramatique pour The Good Wife
- Primetime Emmy Awards 2016 : meilleur programme spécial pour La 69e cérémonie des Tony Awards (2015)
- Golden Globes 2016 : meilleur acteur dans un second rôle dans une série, une mini-série ou un téléfilm pour The Good Wife

## Voix françaises
| - Pierre Tessier dans : - Mr. Ripley et les Ombres - The L Word (série télévisée) - Deux princesses pour un royaume (mini-série) - Riverworld, le fleuve de l'éternité (mini-série) - The Good Wife (série télévisée) - Web Therapy (série télévisée) - Battle of the Sexes - Le Dog Show (voix) - Instinct (série télévisée) - Briarpatch (série télévisée) - Schmigadoon! (série télévisée) - Marlowe - The Good Fight (série télévisée) - Laurent Natrella dans : - Spy Kids - Spy Kids 2 : Espions en herbe - Spy Kids 3 : Mission 3D - Le Fils du Mask - Marc Perez dans : - Les Schtroumpfs (voix) - Les Schtroumpfs 2 (voix) - Les Schtroumpfs et la Légende du cavalier sans tête (voix) - Éric Legrand dans : - Titus - Garfield (voix) | - Jérôme Pauwels dans : - Le Dragon de mon père (voix) - Genie (en) Et aussi - Nikita Sarnikov dans GoldenEye - Bernard Alane dans Emma, l'entremetteuse - Thierry Wermuth dans Spice World, le film - Emmanuel Karsen dans Eyes Wide Shut - Jacques Verzier dans Annie (téléfilm) - Fabien Briche dans Get Carter - Gabriel Le Doze dans Dieu, le diable et Bob (voix) - Bruno Choël dans The Anniversary Party - Patrick Mancini dans Nicholas Nickleby - Philippe Siboulet dans Frasier (série télévisée) - Hanjorg Schnass dans X-Men 2 - Damien Ferrette dans Sweet Land - Éric Challier dans Rick & Steve: The Happiest Gay Couple in All the World (voix) - Vincent Violette dans La Tempête - Éric Chantelauze dans Burlesque - Fred Colas dans Les Monstromalins (série télévisée) |

### Revue de presse
- Thomas Destouches, « Le charme indiscret d'Alan Cumming. Le comédien, activiste et icône LGBT, joue un professeur d'université qui fait équipe avec une flic, dans la série américaine Instict », Télécâble Sat Hebdo no 1532, SETC, Saint-Cloud, 9 septembre 2019, p. 9,  (ISSN 1630-6511)